# Cryptogramma cascadensis
Cryptogramma cascadensis là một loài dương xỉ trong họ Pteridaceae. Loài này được E.R. Alverson mô tả khoa học đầu tiên năm 1989.